# Storia di San Vito dei Normanni

## Le origini

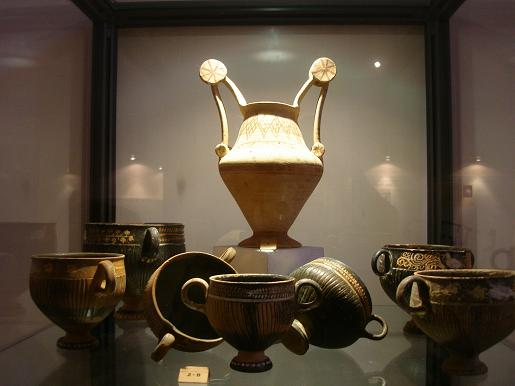
Ceramica Messapica, Centro documentazione messapica della vicina Oria

Le origini di San Vito sono controverse. Reperti archeologici di una tomba con i resti di trenta sepolture e varie ceramiche datate XVIII - XVII secolo a.C. in località Mondescine, attesterebbero che la zona fosse abitata già durante l'età del bronzo.
In seguito, fu popolato dalle popolazioni illiriche provenienti dall'opposta sponda dell'Adriatico. Quindi tra il XII e l'XI secolo a.C., il territorio fu approdo di popolazioni d'origine cretese e micenea.
Dalla fusione di tali popoli nacque quindi una civiltà del tutto particolare, quella dei Messapi, che costruirono le prime città fortificate, alcune delle quali ancora oggi esistenti, nonché la prima rete stradale, rimasta in linea di massima invariata nelle sue linee generali anche col succedersi dalle civiltà. San Vito si trova nel bel mezzo dell'antico territorio messapico, che fu dominato dalla Dodecopoli e infatti sono stati ritrovati recentemente insediamenti datati VIII - IV secolo a.C. appartenenti ai Messapi nelle contrade Castello e Paretone. Tali reperti dimostrerebbero la presenza di una vera e propria civiltà, passata attraverso due diverse fasi: la prima caratterizzata da primitive costruzioni a capanna, la successiva caratterizzata da costruzioni in blocchi con le coperture di tegole. L'insediamento fu abbandonato probabilmente in seguito a sconfitte belliche.
Successivamente, l'intero Salento, fu conquistato dai Romani nel 267-266 a.C.; Brindisi, divenne colonia latina nel 244 a.C. e poi municipio nell'89 a.C. crescendo economicamente e strategicamente per la posizione e per la ricchezza dei prodotti agricoli: l'olio d'oliva, il vino e il frumento. Si sviluppò nella zona anche l'artigianato: nelle fornaci delle vicine Apani e Giancola, venivano realizzate le anfore che contenevano vini e oli e raggiungevano i porti della Grecia, dell'Egitto, della Siria e del Mar Nero.

## Il Medioevo
La battaglia di Lepanto si svolse il 7 ottobre 1571 e vide le forze navali dell'Impero ottomano scontrarsi con la flotta della cosiddetta "Lega Santa", salpata dal porto di Messina, che riuniva le forze navali della Repubblica di Venezia (150 galee), della Spagna (79 galee), del Papa (12 galee), oltre a contributi minori di Genova e altri Stati italiani e dei Cavalieri di Malta. La battaglia si concluse con una schiacciante vittoria delle forze alleate, frutto anche di una manovra che gli storici non sanno ancora se preventivamente progettata o frutto del caso. La sconfitta segnò l'inizio del declino della potenza navale ottomana nel mar Mediterraneo. Alla battaglia partecipò anche un manipolo di sanvitesi i quali, rimanendo illesi durante gli sconti con i saraceni, al ritorno in patria vollero attestare il proprio riconoscimento alla Madonna, ritenuta artefice dell'intercessione divina per la salvezza della truppa. Decisero quindi e parteciparono alla costruzione della chiesa Matrice, oggi divenuta basilica, per dedicarla alla Madonna della Vittoria.
Probabilmente fondata dagli Schiavoni o Slavoni per scampare ai Saraceni nell'estate del 963. Altri studiosi ritengono invece che la città sia stata fondata dal normanno Boemondo d'Altavilla (1050-1111), figlio di Roberto il Guiscardo, il quale, per assecondare il suo amore per la caccia, ordinò nell'estate del 1096 la costruzione della torre quadrata ancora oggi esistente, in un territorio boscoso quale era San Vito.
Il piccolo borgo originario si accrebbe sul finire del Medioevo, quando la torre normanna costituiva garanzia di sicurezza e molti coloni dai casali vicini si trasferirono a San Vito per sottrarsi ai continui attacchi dei Saraceni. Questa relativa tranquillità diede anche l'opportunità ai sanvitesi di sviluppare i traffici commerciali e dominare sul territorio circostante. Fu solo nel 1400 che l'antico casale venne organizzato a Comune, anche se continuò l'organizzazione feudale della società e l'asservimento regio.
Il comune appartenne agli Altavilla, successivamente ai principi Sambiase, poi agli Orsini Del Balzo e quindi ai Dentice di Frasso.

## Dal Rinascimento all'età moderna
Nel 1450 circa, il principe di Taranto Giovanni Antonio Orsini Del Balzo, volendo difendere meglio la città di Brindisi, realizzò l'interramento del canale che collegava il porto interno a quello esterno. Sorsero però degli effetti collaterali disastrosi: le acque stagnanti causarono la malaria, che diventò la causa principale del declino economico, dell'elevata mortalità, e di una nuova migrazione verso l'entroterra, più salubre. In questo periodo gli insediamenti rurali si svilupparono con fortuna anche nei territori di San Vito. Dal XV secolo in poi, il villaggio cominciò ad ingrandirsi occupando man mano le zone circostanti, estendendosi verso nord e verso est. Nel 1484 fu saccheggiata dai Veneziani.
Nel 1571, in pieno periodo di Crociate, alcuni sanvitesi di ritorno dalla Battaglia di Lepanto, in onore della vittoria conquistata, decisero di costruire la chiesa Matrice.
Agli inizi del Seicento, la situazione economica della regione si aggrava lentamente: l'attività agricola resta fermamente nelle mani della nobiltà e del clero, non gode quindi delle innovazioni che l'agricoltura conosceva in altre zone d'Europa. Appartenendo alla Terra d'Otranto allora regione del Regno di Napoli, San Vito era asservito alla corona spagnola la quale, in questo periodo, sembra interessarsi di più alle colonie dell'America centro-meridionale ricche di oro e argento, che ai territori nell'area del Mediterraneo. Inizia così un periodo di decadenza geo-politica e economica, ma non culturale; si  sviluppa, infatti, in tutto il suo fasto l'arte barocca sia nella musica che nell'architettura.
Dopo una parentesi degli Asburgo, regnanti a Napoli, San Vito passa ai Borboni e successivamente viene incorporato nel Regno delle Due Sicilie. Nel 1799 la popolazione aderì agli ideali della Repubblica Napoletana e nel corso dell'Ottocento la città fu sede di vari circoli aderenti alla carboneria.

## L'età contemporanea

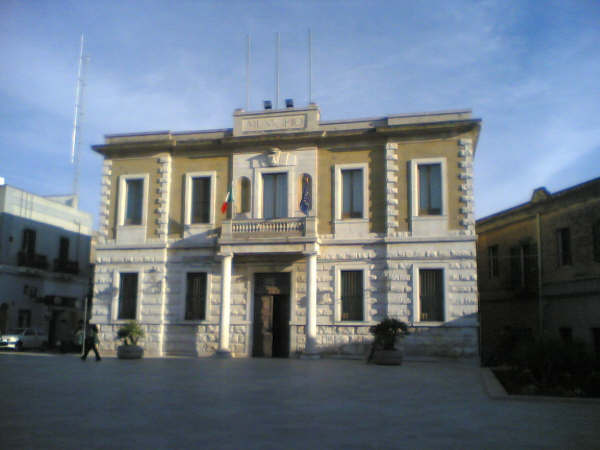
Il palazzo del Municipio

Durante il ventennio fascista, San Vito conobbe un notevole sviluppo urbanistico e infrastrutturale: furono eretti molti importanti edifici come la scuola elementare I Circolo, la pineta comunale, la sede del Municipio e il palazzo delle Poste. Nel 1927 fu istituita la provincia di Brindisi, ricavata dalla parte settentrionale dell'allora provincia di Lecce, nella quale rientrò San Vito.
Nel 1943 il re Vittorio Emanuele III, cercando di sfuggire agli eventi di Liberazione che si susseguivano in Italia, ripiegò verso Brindisi con il governo del maresciallo Pietro Badoglio, soggiornando però a San Vito la quale fu quindi ufficiosamente capitale d'Italia per tre giorni.
Nei primi anni sessanta, l'industria petrolchimica di Brindisi, che si aggiunse alle imprese meccaniche e aeronavali, assorbì molti lavoratori sanvitesi, trasferitesi dalle campagne alla catena di montaggio.
In questo periodo venne aperta anche la base aeronautica (San Vito Air Station), in un punto strategicamente nevralgico durante la Guerra Fredda. Fu poi ridimensionata e chiusa con la caduta del muro di Berlino, ma creò opportunità di lavoro per la popolazione locale e accolse migliaia di lavoratori americani.
La Base USAF di San Vito, a pochi chilometri dalla città, sembra che sia stato uno dei centri di spionaggio della Guerra Fredda. La rivelazione è di uno studio preparato per il Parlamento europeo da Duncan Campbell e reso pubblico nel 2000. Sembra che la base facesse parte del sistema "Echelon", destinato alle intercettazioni delle comunicazioni internazionali, si sostiene inoltre che da parte degli Stati Uniti i dati raccolti vengono usati anche per scopi di guerra commerciale a favore di industrie statunitensi.
Durante gli anni settanta, San Vito conobbe un secondo notevole sviluppo urbanistico con la creazione della zona 167 nella parte nord della città. Questo quartiere ospita numerosi condomini popolari, ma anche residence e villette.
Dal 14 aprile 1994, per concessione del Presidente della repubblica, San Vito dei Normanni si fregia del titolo di Città. Oggi San Vito conosce un processo di terziarizzazione dell'economia e punta sullo sviluppo e la commercializzazione di prodotti locali di qualità e sull'uso delle risorse del territorio per sviluppare il turismo.